# Alphandia
Alphandia är ett släkte av törelväxter. Alphandia ingår i familjen törelväxter.
Kladogram enligt Catalogue of Life:
| Alphandia | \| \| Alphandia furfuracea \| \| \| \| \| \| Alphandia resinosa \| \| \| \| \| \| Alphandia verniciflua \| \| \| \| |
|           | \| \| Alphandia furfuracea \| \| \| \| \| \| Alphandia resinosa \| \| \| \| \| \| Alphandia verniciflua \| \| \| \| |
|           | Alphandia furfuracea                                                                                                |
|           | |
|           | Alphandia resinosa                                                                                                  |
|           | |
|           | Alphandia verniciflua                                                                                               |
|           | |